# 冬と春
「冬と春」（ふゆとはる）は、2024年1月24日に配信限定シングルとしてリリースされた、日本のバンド・back numberの楽曲。

## 概要
2023年12月20日、リリース日が発表された。また、発表と同時にティザー映像とバンドの新しいアーティスト写真も公開された。
前作「怪獣のサイズ」以来約半年ぶりのリリースであり、2作連続ノンタイアップ作品である。

## ミュージック・ビデオ
配信リリース日の1月24日に公開された。バンドのVo&Gt.清水が初のミュージックビデオの監督を務めた作品である。バンドからのオファーで石井杏奈が出演している。

## 収録曲
| #  | タイトル   | 作詞・作曲 | 編曲     | 時間 |
| -- | ---------- | ---------- | -------- | ---- |
| 1. | 「冬と春」 | 清水依与吏 | 島田昌典 | 4:17 |